# إيريك كاباكو
إيريك كاباكو (بالإسبانية: Erick Cabaco) (19 أبريل 1995 بمونتفيدو في الأوروغواي - ) هو لاعب كرة قدم أوروغواني في مركز الدفاع. شارك مع منتخب الأوروغواي تحت 20 سنة لكرة القدم. أما مع النوادي، فقد لعب مع ناسيونال مونتيفيديو ونادي رينتيستاس.

## وصلات خارجية
- إيريك كاباكو على موقع الاتحاد الدولي (مؤرشف)  (الإنجليزية)
- إيريك كاباكو على موقع قاعدة بيانات كرة القدم.إي يو (الإنجليزية)
- إيريك كاباكو على موقع Soccerway.com (الإنجليزية)
- إيريك كاباكو على موقع AS.com (الإسبانية)